# (74050) 1998 HF127
(74050) 1998 HF127 – planetoida z pasa głównego asteroid okrążająca Słońce w ciągu 3,51 lat w średniej odległości 2,31 j.a. Odkryta 18 kwietnia 1998 roku.